# Núñez
Núñez è un barrio di Buenos Aires situato nella periferia nord della capitale argentina.

## Geografia
Núñez è uno dei quartieri più settentrionali della città, ed è situato lungo le sponde del Río de la Plata. Confina a sud-est con il barrio di Belgrano, ad ovest con Saavedra e Coghlan mentre a nord si trova la città di Vicente López, localizzato nella provincia di Buenos Aires, oltre i confini cittadini. 
Copre un'area di 3,9 km² ed ospita all'incirca 50 000 persone. È delimitato dalle strade Avenida Cabildo, Crisólogo Larralde, Zapiola, Congreso, Udaondo, Cantilo e dalla grande Avenida General Paz. 
Núñez ha la fama di quartiere residenziale, sebbene non vi manchino gli esercizi commerciali, specialmente lungo le strade Avenida Cabildo e Avenida del Libertador. Vi si trovano due piazze, Plaza Balcarce and Plaza Félix Lima.

## Storia
Il quartiere fu fondato ufficialmente il 27 aprile 1873 su iniziativa dell'imprenditore Florencio Emeterio Núñez che diede il suo nome all'insediamento.

## Cultura

### Istruzione

#### Musei
- ESMA, scuola degli allievi d'ingegneria e meccanica della Marina Argentina, operò come centro di detenzione e tortura durante gli anni della dittatura militare. Nel 2004 è diventato un museo sugli orrori perpetrati ai prigionieri e a ricordo dei desaparecidos.
- Museo Malvinas e Isole dell'Atlantico del Sud, dedicato alle Isole Falkland e alla guerra che vi si combatté nel 1982.

## Infrastrutture e trasporti

### Ferrovie
Núñez è servita dalle stazioni ferroviarie di Núñez e Rivadavia, entrambe poste lungo la linea Mitre, nel tratto tra Retiro e Tigre.

## Sport
La principale società sportiva del quartiere è il Defensores de Belgrano.